# بيوت زائد (العدين)

تعديل مصدري - تعديل

بيوت زائد محلة تابعة لقرية حور، التابعة لعزلة عردن بمديرية العدين إحدى مديريات محافظة إب في الجمهورية اليمنية، بلغ تعداد سكانها 126 حسب تعداد اليمن لعام 2004.